# Liste der Monuments historiques in Lorquin
Die Liste der Monuments historiques in Lorquin führt die Monuments historiques in der französischen Gemeinde Lorquin auf.

## Liste der Objekte
| Bezeichnung             | Beschreibung                                                              | Standort                       | Kennzeichnung | Schutzstatus | Datum | Bild |
| ----------------------- | ------------------------------------------------------------------------- | ------------------------------ | ------------- | ------------ | ----- | ---- |
| Altar                   | Altartisch, Tabernakel und drei Skulpturen; Holz, farbig gefasst, um 1700 | in der Kapelle Ste-Anne (Lage) | PM57000510    | Classé       | 1994  |      |
| Sebastiansaltar         | rechter Seitenaltar; Holz, farbig gefasst, Anfang des 19. Jahrhunderts    | in der Kirche Ste-Croix (Lage) | PM57000796    | Inscrit      | 1975  |      |
| Marienaltar             | linker Seitenaltar; Holz, farbig gefasst, Anfang des 19. Jahrhunderts     | in der Kirche Ste-Croix (Lage) | PM57000797    | Inscrit      | 1975  |      |
| Skulptur Mater Dolorosa | Marmor, farbig gefasst, um 1700                                           | in der Kapelle Ste-Anne (Lage) | PM57000509    | Classé       | 1994  |      |
| Hauptaltar              | Holz, farbig gefasst und vergoldet, Ende des 18. Jahrhunderts             | in der Kirche Ste-Croix (Lage) | PM57000795    | Inscrit      | 1975  |      |
| Skulptur Heilige Anna   | Holz, farbig gefasst, Anfang des 19. Jahrhunderts                         | in der Kirche Ste-Croix (Lage) | PM57000798    | Inscrit      | 1975  |      |
| Kanzel                  | Holz, farbig gefasst, 18. Jahrhundert                                     | in der Kirche Ste-Croix (Lage) | PM57000799    | Inscrit      | 1975  |      |